# Dendropaemon piceus
Dendropaemon piceus là một loài bọ cánh cứng trong họ Bọ hung (Scarabaeidae).